# 2013年美國聯盟外卡晉級賽
2013年美國聯盟外卡晉級賽（2013 American League Wild Card Game），是由東區、中區、西區等三區的冠軍以外的球隊進行排名，以勝率前兩名的球隊獲得外卡資格，兩隊將會進行1場比賽，獲勝的球隊可以晉級美國聯盟分區賽，其中兩隊以勝率較高的球隊獲得主場優勢，如果兩隊的勝率相同時，則以兩隊於球季比賽中獲得優勢的球隊擁有主場優勢。比賽於美國時間10月2日晚上8點開始。
坦帕灣光芒92勝71敗，克里夫蘭印地安人92勝70敗，由於前者和德州遊騎兵戰績相同，因此進行了一场加賽。而印地安人勝率較高，因此由印地安人獲得主場優勢。光芒先發投手為亞力士·柯布，印地安人先發投手為Danny Salazar。最終光芒贏得勝利，並與紅襪進行分區賽。

## 比賽結果
進步球場，俄亥俄州，克里夫蘭
| 坦帕灣光芒                                                                                             | 0 | 0 | 1 | 2 | 0 | 0 | 0 | 0 | 1 | 4 | 8 | 0 |
| 克里夫蘭印地安人                                                                                       | 0 | 0 | 0 | 0 | 0 | 0 | 0 | 0 | 0 | 0 | 9 | 1 |
| 勝投： 亞力士·柯布 (1–0) 敗投： Danny Salazar (0–1) 全壘打： 光芒：Delmon Young (3上,1分) 印地安人：無 |   |   |   |   |   |   |   |   |   |   |   |   |

### 比賽經過
亞力士·柯布主投6又2/3局無失分。3局上，Delmon Young敲出全壘打讓光芒先馳得點。4局上，Desmond Jennings擊出2分打點二壘安打。9局上，Yunel Escobar敲出帶有一分打點的一壘安打。有趣的是，兩隊教練喬·梅登和特里·弗蘭克納在3年後的世界大賽再度碰了面，而且梅登帶領的芝加哥小熊擊敗了弗蘭克納率領的印地安人。